# Орден Пакистану
Нішан-е-Пакистан (урду نشان پاکستان) — найвища цивільна нагорода та відзнака Пакистану, якою нагороджує президент іноземних громадян, а також за найвищий ступінь служіння країні. Нагорода була заснована 19 березня 1957 р.
Нішан-е-Пакистан, на відміну від інших відзнак, є надзвичайно обмеженою та найпрестижнішою нагородою і присвоюється лише за заслуги та визначні заслуги перед країною, міжнародним співтовариством та за заслуги у зовнішніх відносинах. Ця премія, як і інші цивільні нагороди, оголошується 14 серпня кожного року, а її надання відбувається наступного року 23 березня. Одержувачі мають право на номінальну NPk.

## Іноземні одержувачі Нішан-е-Пакистан
| Рік               | Ім'я                             | Поле                                            | Країна                                       |
| ----------------- | -------------------------------- | ----------------------------------------------- | -------------------------------------------- |
| 1958              | Хайле Селассіє I                 | Принц Ефіопії                                   | Ефіопія                                      |
| 1960              | Хусейн бін Талал                 | Король Йорданії                                 | Йорданія                                     |
| 9 листопада 1959  | Мохаммед Реза Пахлаві            | Шах Ірану                                       | Ісламська Республіка Іран                    |
| 1960              | Єлизавета II                     | Британська монархія                             | Велика Британія та Королівства Співдружності |
| 13 січня 1961     | Йосип Броз Тіто                  | Президент Югославії                             | Югославія                                    |
| 1962              | Пуміпон Адульядет (Рама ІХ)      | Тайська монархія                                | Таїланд                                      |
| 7 грудня 1957     | Дуайт Ейзенхауер                 | Президент США                                   | США                                          |
| 1 серпня 1969     | Річард Ніксон                    | Президент США                                   | США                                          |
| 1983              | Бірендра                         | Король Непалу                                   | Непал                                        |
| 23 березня 1983   | Ага-хан IV                       | Лідер ісмаїлітів                                | Велика Британія                              |
| 19 травня 1990    | Морарджі Десаї                   | Прем'єр-міністр Індії                           | Індія                                        |
| 18 вересня 1992   | Хассанал Болкіах                 | Султан Брунею                                   | Бруней                                       |
| 3 жовтня 1992     | Нельсон Мандела                  | Президент Південно-Африканської Республіки      | ПАР                                          |
| 10 квітня 1999    | Лі Пен                           | Прем'єр Держради КНР                            | Китай                                        |
| 6 квітня 1999     | Хамад бін Халіфа Аль Тані        | Емір Катару                                     | Катар                                        |
| 21 квітня 2001    | Кабус бін Саїд                   | Султан Оману                                    | Оман                                         |
| 1 лютого 2006     | Абдалла ібн Абдель Азіз Аль Сауд | Король Саудівської Аравії                       | Саудівська Аравія                            |
| 24 листопада 2006 | Ху Цзіньтао                      | Голова Китайської Народної Республіки           | Китай                                        |
| 26 жовтня 2009    | Реджеп Тайїп Ердоган             | Прем'єр-міністр Туреччини                       | Туреччина                                    |
| 2009              | Акіхіто                          | Імператор Японії                                | Японія                                       |
| 31 березня 2010   | Абдулла Гюль                     | Президент Туреччини                             | Туреччина                                    |
| 22 травня 2013    | Лі Кецян                         | Прем'єр Держради КНР                            | Китай                                        |
| 21 квітня 2015    | Сі Цзіньпін                      | Голова Китайської Народної Республіки           | Китай                                        |
| 23 травня 2018    | Фідель Кастро                    | Президент Куби                                  | Куба                                         |
| 18 лютого 2019    | Мухаммед ібн Салман              | Спадковий принц Саудівської Аравії              | Саудівська Аравія                            |
| 22 березня 2019   | Мохамад Махатхір                 | Прем'єр-міністр Малайзії                        | Малайзія                                     |
| 26 травня 2019    | Ван Цішань                       | Заступник голови Китайської Народної Республіки | Китай                                        |
| 23 червня 2019    | Тамім бін Хамад Аль Тані         | Емір Катару                                     | Катар                                        |
| 23 березня 2020   | Дарен Семмі                      | Західноіндійський крикетист                     | Сент-Люсія                                   |
| 14 серпня 2020    | Сайєд Алі Шах Гілані             | Харріятський лідер                              | Індія                                        |
| 5 листопада 2020  | Шефік Джаферович                 | Очільники Боснії і Герцеговини                  | Боснія і Герцеговина                         |

## Одержувачі Сітара-е-Пакистан
Сітара-е-Пакистан (Зірка Пакистану) займає третє місце в ієрархії цивільних нагород після Нішан-е-Пакистан та Хілал-е-Пакистан.
| Рік                  | Ім'я                                    | Поле | Країна               |
| -------------------- | --------------------------------------- | --- | -------------------- |
| 1958                 | Аслам Хаттак                            | Політик/Голова Комісії з прав людини Пакистану                                                                                              | Пакистан             |
| 1959                 | Абдус Салам                             | Учений та науковий радник Уряду Пакистану                                                                                                   | Пакистан             |
| 1965                 | Турович Владислав                       | військовий учений та інженер | Пакистан             |
| 1965                 | Віцеадмірал Ахсан Саєд Мохаммад         | Офіцер військово-морської розвідки та начальник штабу ВМС                                                                                   | Пакистан             |
| 1966                 | А Г Н Казі                              | Голова Управління водного господарства та енергетики                                                                                        | Пакистан             |
| 1970                 | Джаміль Ансарі                          | Головний редактор Dawn 1965—1972 | Пакистан             |
| 1971                 | Контр-адмірал Леслі Мунгавін            | Морський офіцер | Пакистан             |
| 1972                 | Верховний суддя Башируддін Ахмед Хан    | Суддя | Пакистан             |
|                      | Хан Ахтар Хамід                         | Соціолог, засновник мікрокредитування, мікрофінансування та ініціатив з розвитку сільських територій                                        | Пакистан             |
|                      | Саїд Хашим Раза                         | Колишній губернатор Східного Пакистану, перший голова Карачі (1948—1951)                                                                    | Пакистан             |
| 1998                 | Гімалая С Джі Б Рана                    | Перший директор Центрального банку Непару, колишній делегат ООН у Пакистані — за його внесок у розвиток співпраці між Пакистаном та Непалом | Непал                |
| 2002                 | Мумтаз Тарар                            | Голова комісії з прав людини | Пакистан             |
|                      | Хабібула Хан Хаттак                     | за діяльність у Бірмі під час Другої світової війни                                                                                         | Пакистан             |
|                      | Бронте Клукас Квайл, ОЛ, ОБІ, КА,       | за їхні послуги в розробці Конституції Пакистану 1962 р.                                                                                    | Австралія            |
| 1991                 | Джеймс М. Шера, ОБІ                     | Політик, Голова Міжнародної служби підтримки навчальних програм, департамент освіти                                                         | Велика Британія      |
| 2006                 | Грейс Воррен                            | хірург, експерт із прокази | Австралія            |
| 2009                 | Грег Мортенсон                          | гуманітарій, Інститут Центральної Азії — за сприяння розвитку грамотності та освіти дівчат, та заснування шкіл у Пакистані                  | США                  |
| 2008 Халід Аль Маєна | журналіст, Saudi Gazette — журналістика | Саудівська Аравія |                      |
| 2009                 | An Qiguang                              | Колишній генеральний радник Китаю в Карачі за його помітні заслуги в зміцненні відносин між Пакистаном і Китаєм                             | Китай                |
| 2012                 | Вільямс Рован Дуглас                    | Англіканський єпископ, архієпископ Кентерберійський, державна робота на Пакистан                                                            | Велика Британія      |
| 2014                 | Генералітет Ч. Ш. Вірасур'я             | Колишній Шри-ланкійський Верховний комісар у Пакистані                                                                                      | Шри-Ланка            |
| 2018                 | Кіміхіде Андо                           | Генеральний директор Mitsubishi Corporation у Пакистані, робота на Пакистан                                                                 | Японія               |
| 2018                 | Харіс Сілайджич                         | Боснійський політик, колишній член Президії Боснії і Герцеговини, робота на Пакистан                                                        | Боснія і Герцоговіна |
| 2018                 | Song Jong-hwan                          | дипломат, колишній корейський посол у Пакистані, робота на Пакистан                                                                         | Південна Корея       |
| 2018                 | Садік Хан                               | британський політик, чинний мер Лондона, за роботу на Пакистан                                                                              | Велика Британія      |

## Одержувачі Тамга-е-Пакистан
Тамга-е-Пакистан (медаль Пакистану) посідає четверте місце в ієрархії цивільних нагород після Нішан-е-Пакистан, Хілал-е-Пакистан, Сітара-е-Пакистан.
| Рік      | Ім'я                              | Поле                                                                                   |
| -------- | --------------------------------- | -------------------------------------------------------------------------------------- |
| 1959 рік | Сартадж Азіз                      | Економіка                                                                              |
| 1965 рік | Рашид Ахмед                       | Морський офіцер                                                                        |
| 1965 рік | Макбул Ахмед Ансарі               | Морський офіцер                                                                        |
| 1967 рік | Херманегільд Маркос Антоніо Драго | Громадські роботи                                                                      |
| 1968 рік | Аслам Азхар                       | Телевізійне мовлення                                                                   |
| 1971 рік | Ахмед Хуссейн А Казі              | Державна служба                                                                        |
| 1987 рік | Нірджа Бганот                     | Державна служба                                                                        |
| 2012 рік | Еммануель Ніколас                 | Громада (освіта)                                                                       |
| 2012 рік | Лі Сяолін                         | Громада (інвестиції)                                                                   |
| 2015 рік | Манджу Ратна Сак'я                | Нагороджений Тамга-е-Пакистан за заслуги у зміцненні відносин між Пакистаном і Непалом |